# Rykka
Christina Maria Rieder, bolj znan/a pod umetniškim imenom Rykka, * 13. marec 1986.

## Zgodnje življenje
Rykka se je rodil_a kot Christina Maria Rieder v Vancouvru v Britanski Kolumbiji v Kanadi. Pri 15 letih se je začel/a učiti kitaro, nato pa je nastopal/a na festivalih v lokalni skupnosti.

## Kariera
Leta 2009 se je Christina preselil_a v Toronto, da bi posnel_a njihov tretji samostojni album Straight Line pod imenom Christina Maria. Album je bil produciran s pomočjo več kanadskih producentov, kot so David Baxter, Russel Broom in Ryan Guldemond iz Mother Mother. Leta 2010 je Christinin album Straight Line izšel v Švici pri založbi Little Jig Records. Leta 2012 izdal_a album Kodiak. Takrat je tudi uradno spremenil/a umetniško ime iz Christina Maria v Rykka.
Leta 2016 je zmagal/a na ESC 2016 – Die Entscheidungsshow, švicarskem nacionalnem izboru za Pesem Evrovizije s pesmijo »The Last of Our Kind«. Nastopila je v drugem polfinalu in se uvrstil/a na zadnje, 18. mesto s 28 točkami.

## Zasebno življenje
Rykka je razpet_a med Zürichom v Švici in Vancouvrom. Rykka kot glavne vplive navaja Heart, Blondie, Madonno, Björk, Cyndi Lauper, Kate Bush in Pata Benatarja. Rykkin dedek je po očetovi strani je Švicar. Rykka se je izrazil/a kot nebinarna oseba.

## Diskografija

### Studijski albumi
| Naslov     | Podrobnosti                                                                              |
| ---------- | ---------------------------------------------------------------------------------------- |
| Kodiak     | - Objavljeno: 26. oktobra 2012 - Založba: Little Jig Records - Format: digitalni prenos  |
| Beatitudes | - Objavljeno: 4. novembra 2016 - Založba: Cordova Bay Records - Format: digitalni prenos |

### Pesmi
| Naslov                 | Leto | Album      |
| ---------------------- | ---- | ---------- |
| »Map Inside«           | 2012 | Kodiak     |
| »The Brink«            | 2012 | Kodiak     |
| »Blackie«              | 2013 | Kodiak     |
| »Electric«             | 2014 | Kodiak     |
| »Movies«               | 2015 | Beatitudes |
| »The Last of Our Kind« | 2016 | Beatitudes |
| »Bad Boy«              | 2016 | Beatitudes |
| »Youth is Wasted«      | 2017 | Beatitudes |